# Floresta Nacional de Talladega
A Floresta Nacional de Talladega está localizada no estado norte-americano do Alabama e cobre uma área de 3992.567 acres (1.588,7 km²) no ponto sul da Cordilheira dos Apalaches.
Antes de ser adquirida pelo governo federal na década de 1930, a área que compõe a floresta foi extensamente desmatada, configurando uma das áreas mais devastadas em todo o Alabama. A floresta de coníferas agora regenerada abriga ecossistema diversificado.
A pequena Área de Natureza Selvagem de Cheaha (Cheaha Wilderness), com aproximadamente 7.400 acres (30 km²), preserva parte de sua riqueza natural no Monte Talladega. A segunda área de natureza selvagem, a Dugger Mountain Wilderness, protege a área ao redor do segundo maior pico do Alabama.
Animais locais que tradicionalmente habitam nessa floresta incluem coiotes, ursos negros, cariacus, duas espécies de raposas, perdizes-da-virgínia, duas espécies de esquilos, tartarugas, coelhos, guaxinins e várias aves aquáticas. A floresta abriga um considerável número de espécies ameaçadas, em perigo e sensíveis, tal como a gopherus polyphemus, a sternotherus depressus e o pica-pau de crista vermelha.
A floresta está sediada em Montgomery, tal como as outras quatro Florestas Nacionais no Alabama. São elas: a de Conecuh, Tuskegee e William B. Bankhead. A Floresta Nacional de Talladega é fisicamente separada em duas áreas, e dividida em três Distritos de Patrulhamento:

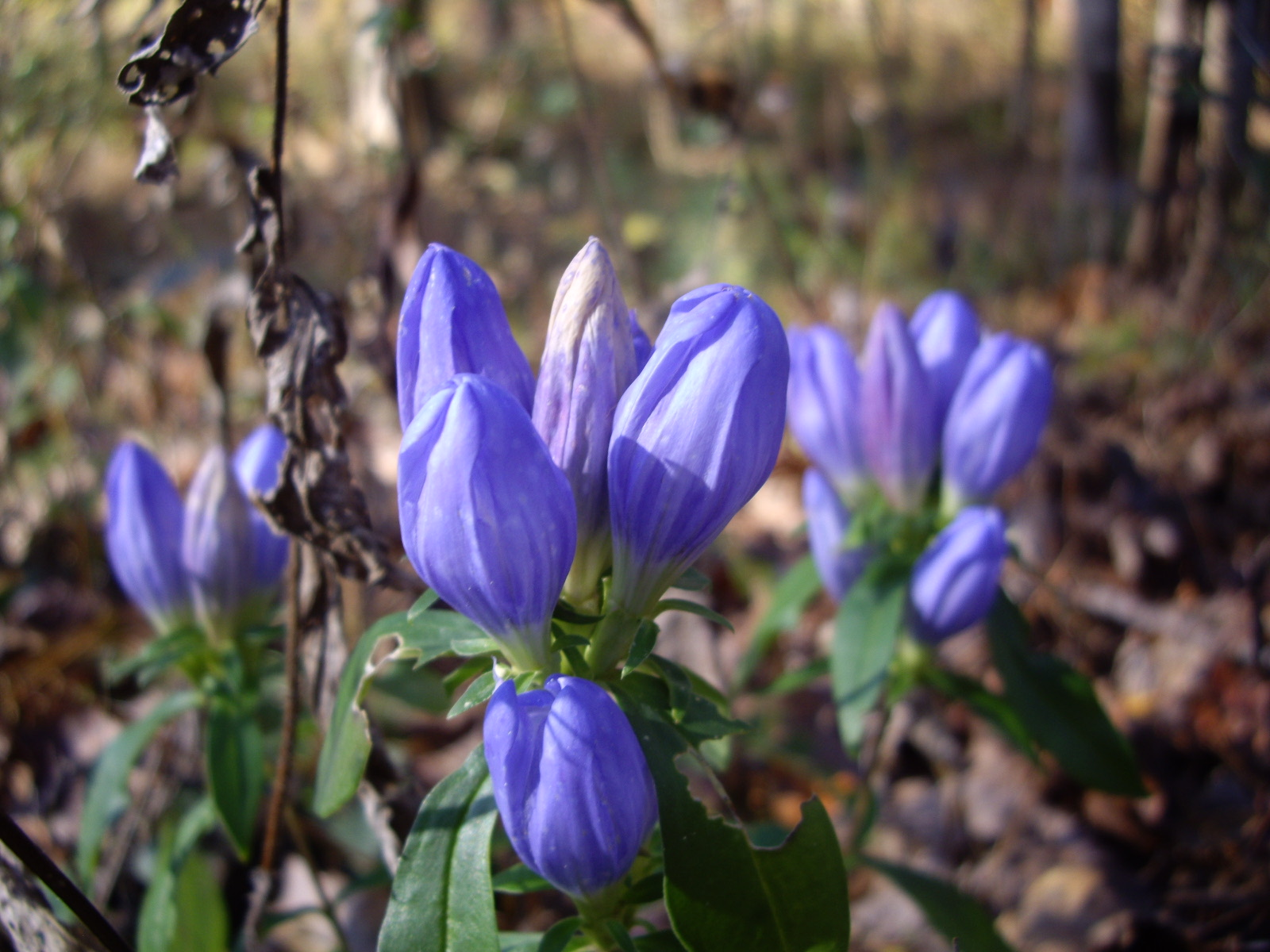
Gentianas do Alabama na Floresta de Talladega

- Distrito de Oakmulgee, localizado na parte central do estado, a leste de Tuscaloosa, nos condados de Hale, Tuscaloosa, BIbb, Perry, Chilton e Dallas. Consiste em largas cordilheiras de nível moderadamente inclinado, com riachos e amplas planícies inundáveis. A estação de patrulha se localiza em Brent. O distrito é coadunado com a ecorregião das Florestas Mistas do Sudeste, compartilhando matas de pinheiros e  carvalhos.[4]
- Distritos de Shoal Creek e Talladegaa, localizados na parte nordeste do estado, nos condados de Cherokee, Calhoun, Cleburne, Talladega e Clay. Ambos consistem e altas colinas e baixas montanhas coma predominância de costas íngremes. Estão localizadas junto às Florestas Mesófilas Mistas dos Apalaches.[4] O posto de patrulha de Shoal Creek se localiza em Heflin e o de Talladega, na cidade de mesmo nome.

A floresta cobre partes de onze condados do Alabama. Em ordem decrescente de área coberta pela floresta estão: Cleburne, Clay, Bibb, Talladega, Perry, Hale, Calhoun, Chilton, Tuscaloosa, Cherokee e Dallas.